# F-Hb-test
F-Hb-test är en medicinsk testmetod där man letar efter blod i patientens avföring, till exempel är det viktigt att utreda vid anemi. F-Hb betecknar faeces hemoglobin.